# بخش بولینگ گرین (شهرستان لیکینگ، اوهایو)
بخش بولینگ گرین (به انگلیسی: Bowling Green Township) یک منطقهٔ مسکونی در ایالات متحده آمریکا است که در شهرستان لیکینگ، اوهایو واقع شده‌است.
 بخش بولینگ گرین ۵۴٫۸۸ کیلومتر مربع مساحت و ۱٬۷۴۷ نفر جمعیت دارد و ۲۹۶ متر بالاتر از سطح دریا واقع شده‌است.